# Gare de Maromme
La gare de Maromme est une gare ferroviaire française de la ligne de Paris-Saint-Lazare au Havre, située à l'est de Maromme, sur les territoires des communes de Notre-Dame-de-Bondeville, au nord, et de Déville-lès-Rouen, au sud, dans le département de la Seine-Maritime en région Normandie.
Elle est mise en service en 1847 par la Compagnie du chemin de fer de Rouen au Havre, avant de devenir une gare de la Compagnie des chemins de fer de l'Ouest, puis de l'Administration des chemins de fer de l'État.
C'est une gare de la Société nationale des chemins de fer français (SNCF) du réseau TER Normandie desservie par des trains express régionaux.

## Situation ferroviaire
Établie à 48 mètres d'altitude, la gare de Maromme est située au point kilométrique (PK) 145,014 de la ligne de Paris-Saint-Lazare au Havre, entre les gares de Rouen-Rive-Droite et de Malaunay - Le Houlme.

## Histoire
La « station de Maromme », située dans la vallée de Déville-Maromme-Bondeville, est mise en service le 22 mars 1847 par la Compagnie du chemin de fer de Rouen au Havre, lorsqu'elle ouvre à l'exploitation sa ligne en prolongement de la ligne de Paris à Rouen. C'est l'une des treize stations de la ligne, située entre celles de Malaunay - Le Houlme et de Rouen-Rive-Droite.
En 1855, elle intègre, comme la ligne, le réseau de la Compagnie des chemins de fer de l'Ouest, laquelle est issue d'une fusion comprenant notamment les compagnies d'origine de la ligne. En 1869, la compagnie de l'Ouest procède à un allongement des quais de voyageurs, suscitant à cette occasion un litige avec l'État et une décision de principe du Conseil général des Ponts et Chaussées applicable à l'ensemble des compagnies sur l'imputation comptable de ce type de travaux.
En 1875, le conseil général émet un vœu pour que la station de Maronne porte le nom de « Maromme-Déville ». L'argumentation pour justifier ce changement soulève plusieurs points : le premier relève les inconvénients dus au fait que les colis pour les industriels envoyés à Déville se retrouvent à la gare de Saint-Sever ce qui engendre des frais supplémentaires pour qu'ils reviennent à leur destinataire. La commission rappelle qu'il y a également une demande de la commune de Bondeville pour que le nom de la station devienne « Maromme-Bondeville » puisque la majeure partie de la gare est sur le territoire de cette commune et que la Compagnie y paye le principal de ses impôts et charges. Néanmoins, la commission considère que c'est la demande de Déville qui doit être appuyée parce qu'elle génère le trafic le plus important (cette demande ne sera pas entendue).
En 1881, un décret du 16 mai approuve des travaux divers d'amélioration du service des marchandises, avec création de voies et établissement d'une plaque tournante pour un montant estimé à 53 000 francs. Malgré ces travaux, la manœuvre des trains de marchandises en gare donnera lieu à de nombreux accidents. En 1885, la Compagnie des chemins de fer de l'Ouest accepte de délivrer des billets d'aller et de retour à la gare de Maromme pour des voyages à destination des gares de Caudebec, Fécamp, Saint-Valery et Yvetot.

Le bâtiment de William Tite et desserte vers 1900
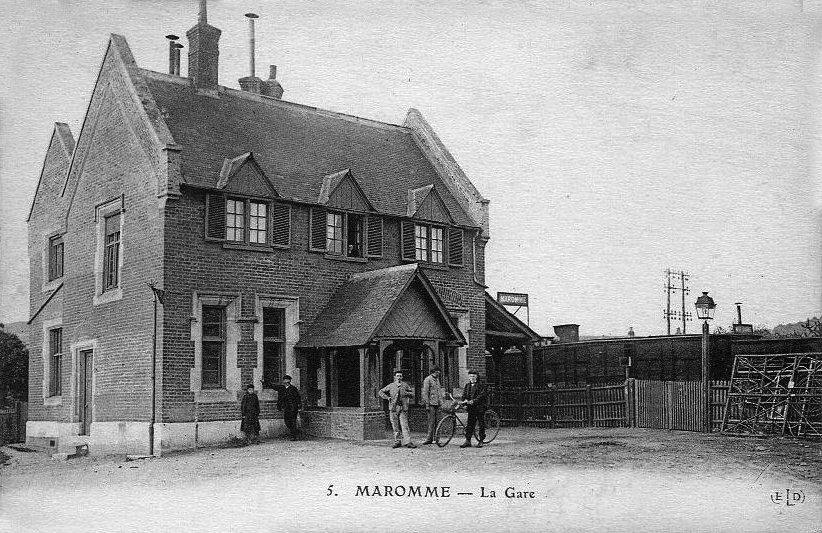
Côté place.
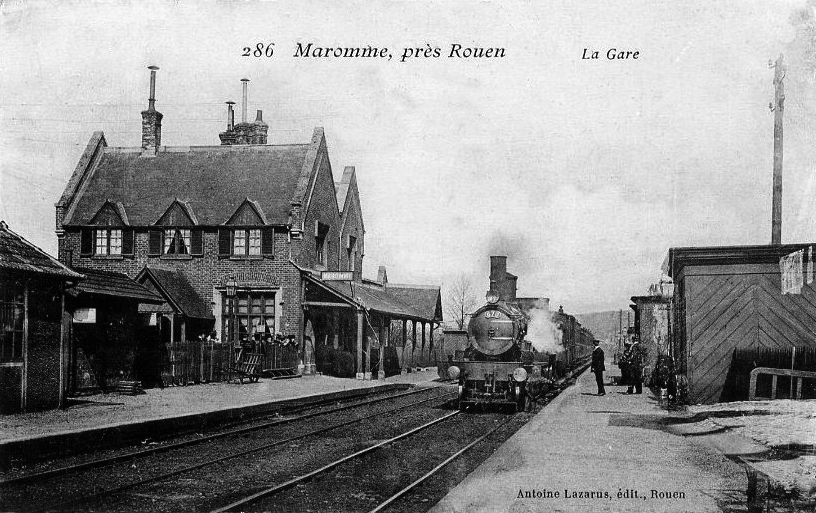
Côté quais et voies.

En 1908, il est procédé à la remise en état du bâtiment voyageurs. En 1923, c'est la charpente et la peinture de la halle à marchandises qui sont rénovées. Les voies de la gare sont complétées avec l'établissement d'une voie de garage longue de 700 mètres du côté impair. Celle-ci subsiste dans les années 2010, utilisée, ainsi que quelques voies en impasse, pour le stationnement des rames TER afin de pallier la saturation de la gare de Rouen-Rive-Droite.
En 2014, c'est une gare voyageurs d'intérêt local (catégorie C : moins de 100 000 voyageurs par an de 2010 à 2011), qui dispose de deux quais (quai 1 pour la voie 1 et quai 2 pour la voie 2, chacun d'une longueur utile de 192 m) et deux abris.

## Fréquentation
De 2015 à 2023, selon les estimations de la SNCF, la fréquentation annuelle de la gare s'élève aux nombres indiqués dans le tableau ci-dessous.
| Année     | 2015    | 2016   | 2017   | 2018   | 2019   | 2020   | 2021   | 2022   | 2023    |
| --------- | ------- | ------ | ------ | ------ | ------ | ------ | ------ | ------ | ------- |
| Voyageurs | 108 387 | 89 439 | 95 966 | 92 979 | 99 415 | 68 052 | 69 644 | 82 186 | 101 808 |

## Service des voyageurs

### Accueil

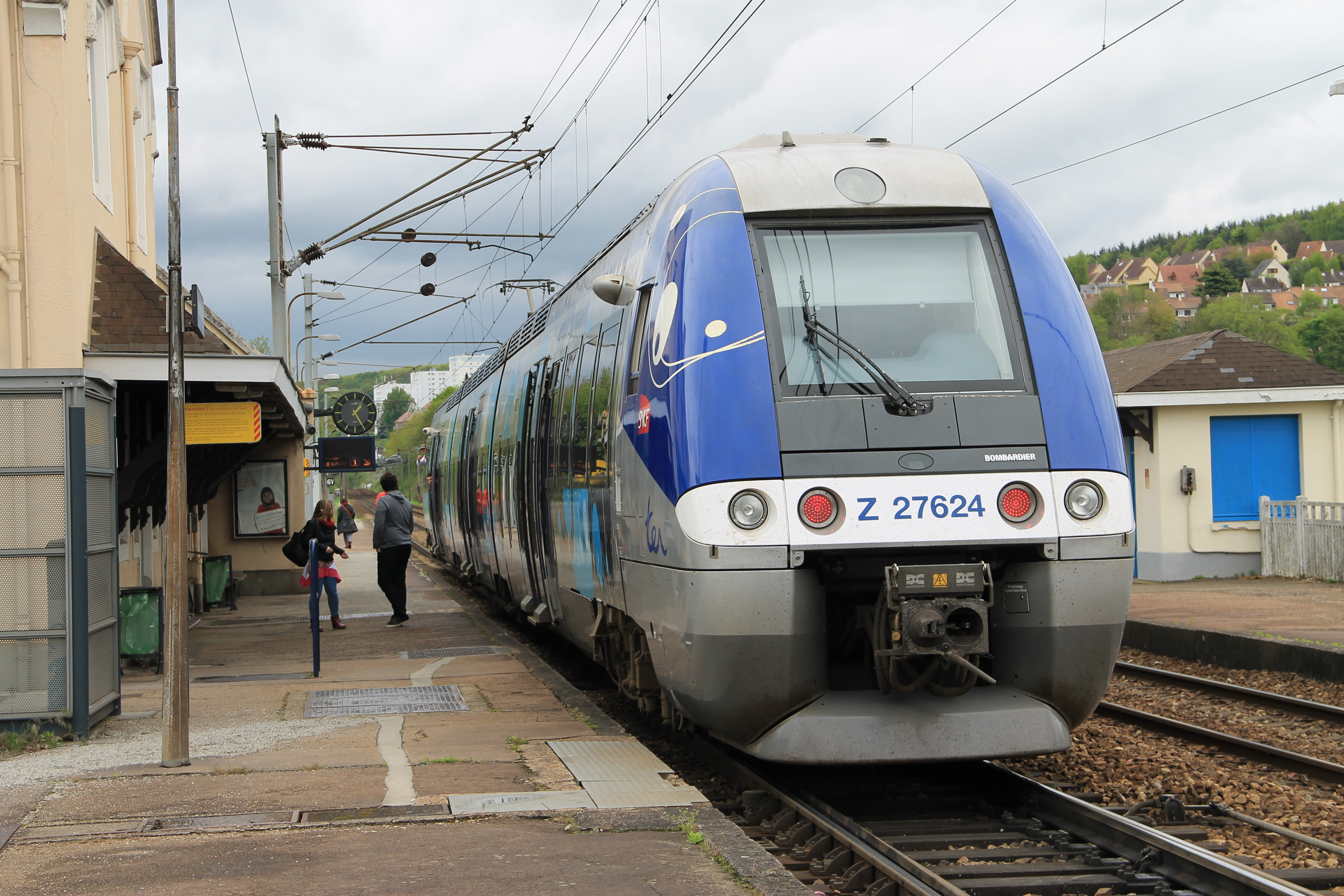
Desserte TER.

Gare SNCF équipée d'automates pour l'achat de titres de transport. Elle propose un service, sur réservation, pour les personnes à mobilité réduite.
Au bout des quais, des escaliers permettent de passer sous le pont ferroviaire (direction de Rouen), pour traverser les voies et passer d'un quai à l'autre.

### Desserte
Maromme est une gare voyageurs du réseau TER Normandie, desservie par des trains express régionaux assurant les relations : Elbeuf - Saint-Aubin – Rouen – Yvetot – Le Havre, et Rouen – Dieppe.

### Intermodalité
Un parking y est aménagé.
La gare est desservie, à l'arrêt Demi-Lune, par des bus du réseau Astuce : lignes T2, 8, 29 et t35.

Installations de la gare
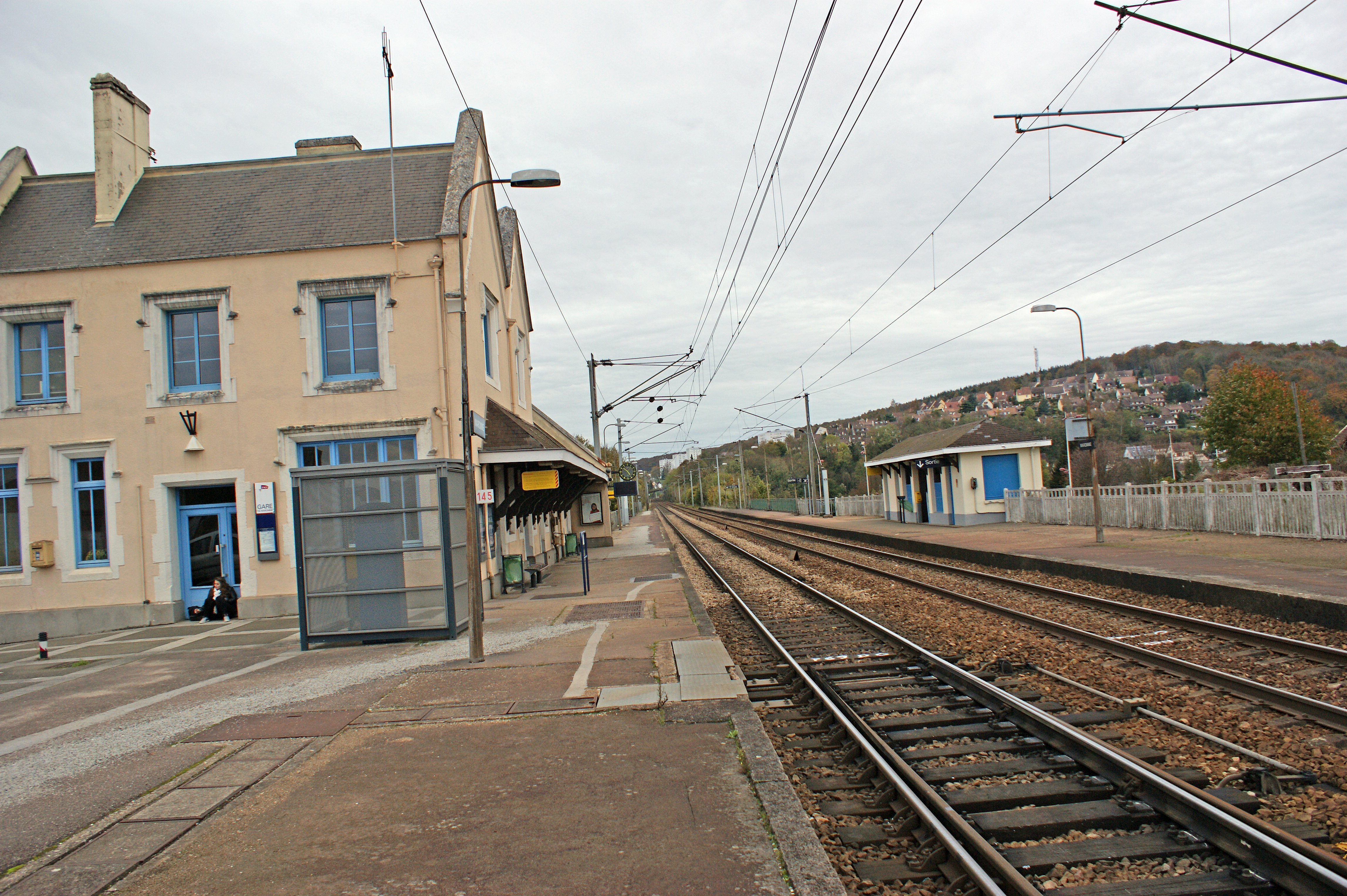
Vers Le Havre.
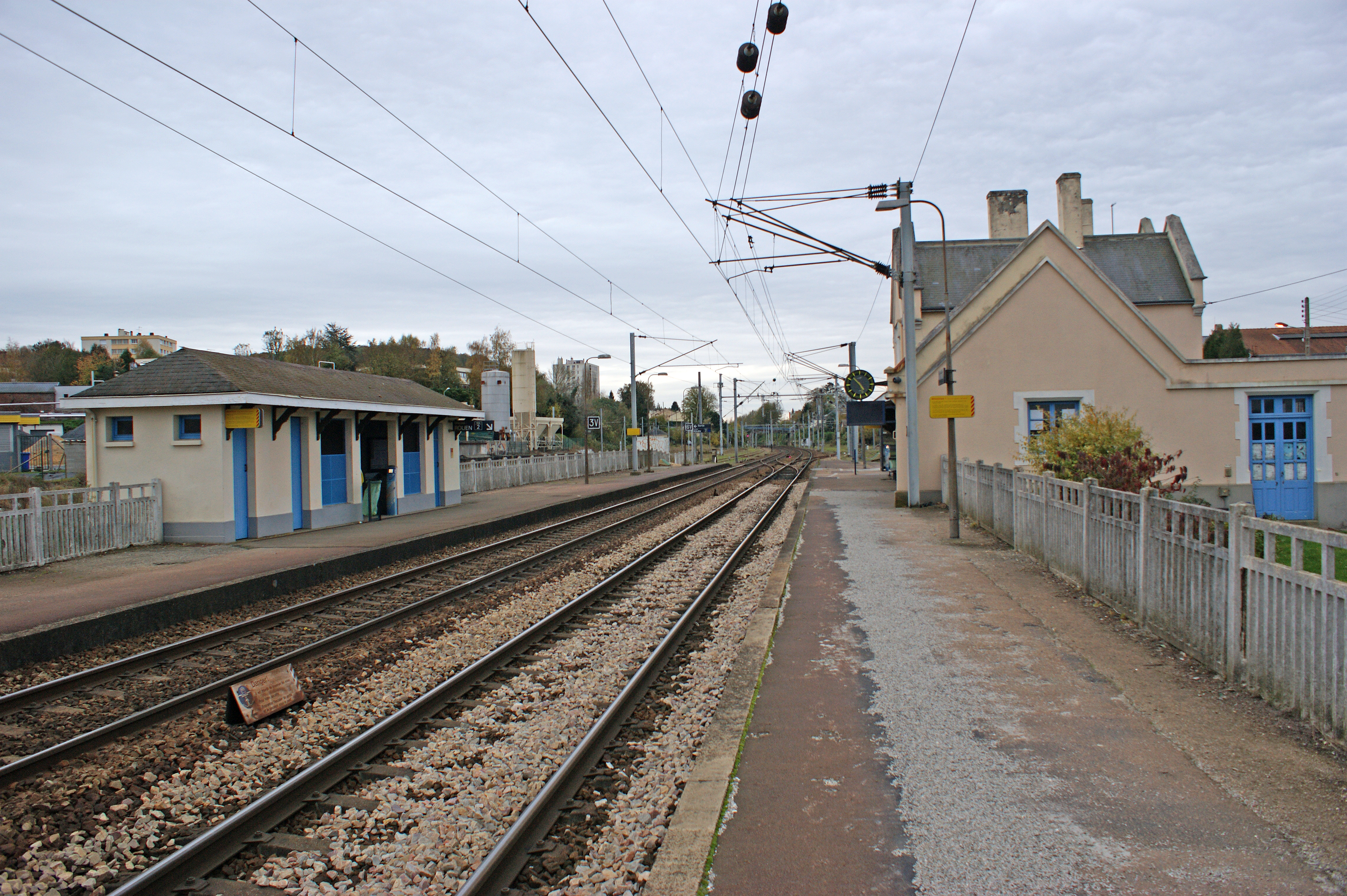
Vers Rouen.
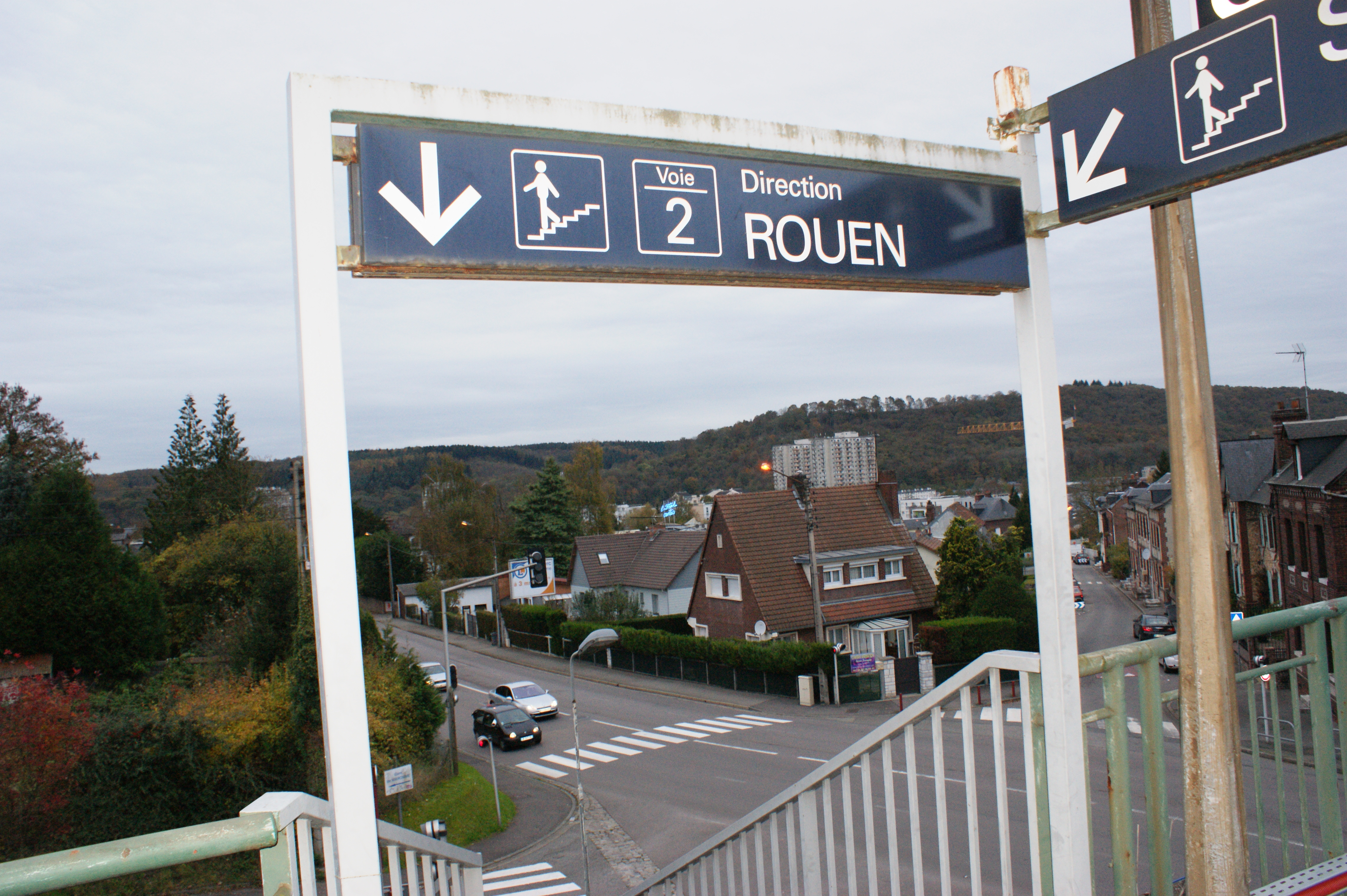
Escalier permettant le passage d'un quai à l'autre.
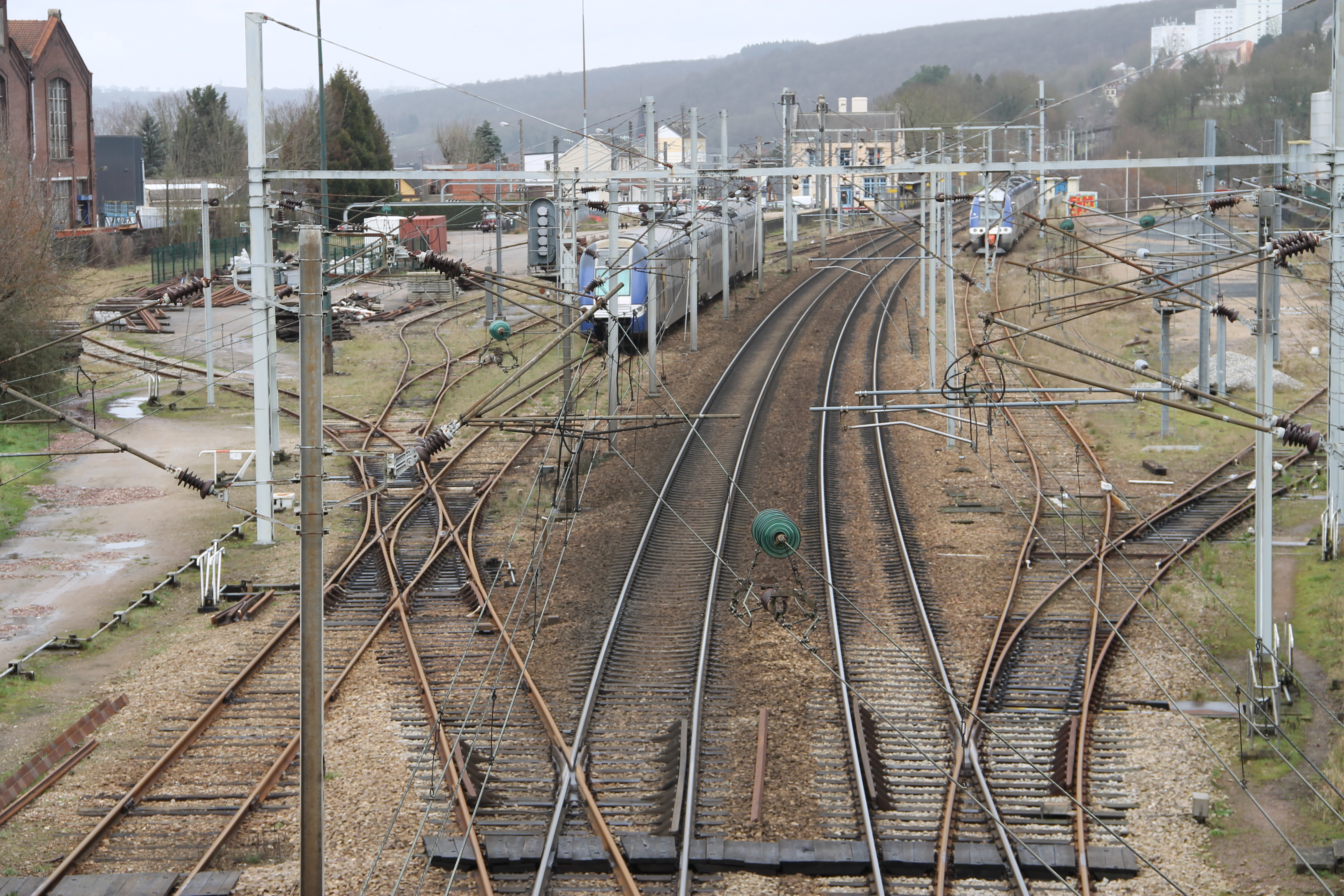
Vue depuis le sud de la gare, côté Rouen.

## Service des marchandises
Le faisceau de voies utilisées pour le service des marchandises est situé sur la commune de Déville-lès-Rouen. Il est ouvert à une desserte en trafic par wagon isolé dans le cadre d'un accord commercial.

## Patrimoine ferroviaire
Le bâtiment voyageurs d'origine est construit pour l'ouverture de la ligne sur les plans de l'architecte anglais William Tite, comme celui de la gare de Malaunay - Le Houlme, dans un style Tudor, typiquement britannique.
En 2014, le bâtiment voyageurs dispose toujours de la structure et de certains attributs du bâtiment d'origine bien qu'il ait été agrandi et modifié au XXe siècle. Il a conservé, les deux pignons et les entourages des ouvertures, notamment sur les pignons et au rez-de-chaussée de la façade, et également ses briques, bien qu'elles soient recouvertes d'un enduit de couleur. Par contre, outre l'agrandissement, des remaniements ont notamment touché les cheminées et les ouvertures de l'étage en façade.

Le bâtiment voyageurs en 2014
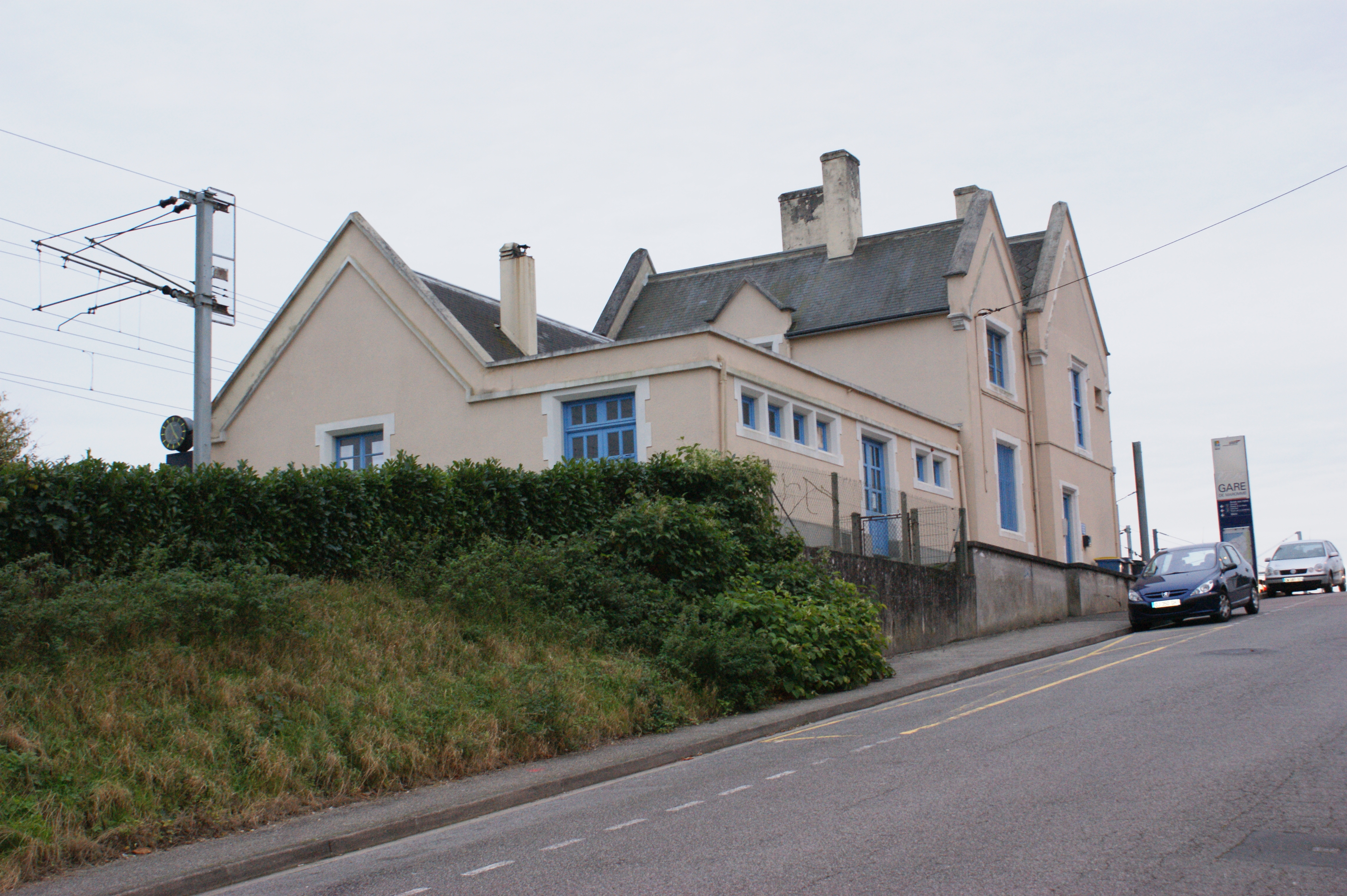
Vue depuis l'impasse de la Gare.
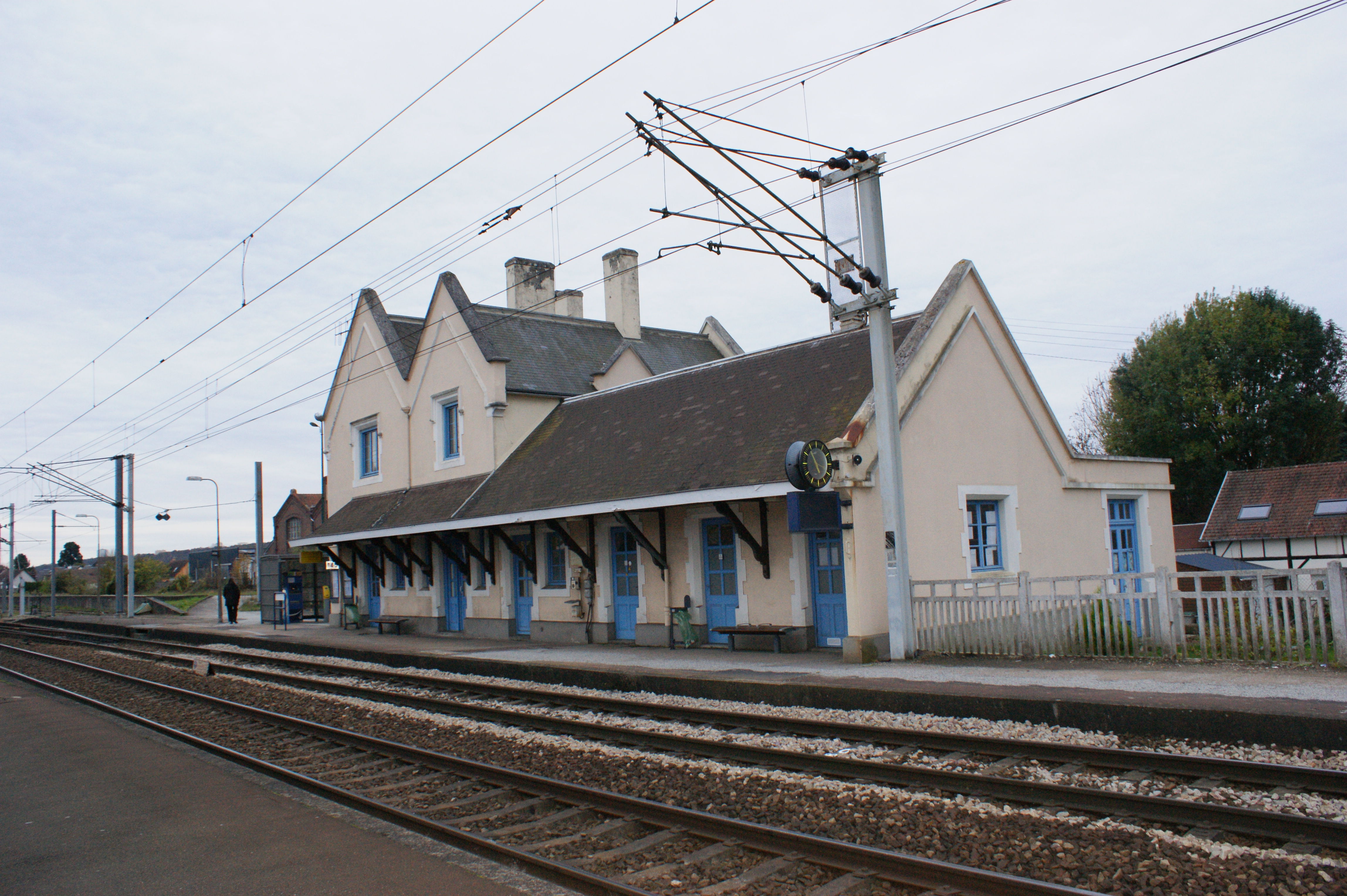
Vue depuis le quai opposé.